# Thórbergur Thórdarson
Thórbergur Thórdarson, isländisch Þórbergur Þórðarson (international auch Thorbergur Thordarson; * 12. März 1888 in Hali í Suðursveit in Austur-Skaftafellssýsla, heute Gemeinde Hornafjörður; † 12. November 1974 in Reykjavík) war ein isländischer Schriftsteller. Am Geburtsort des Schriftstellers existiert ein Museum zu seinem Leben und Werk. Es befindet sich nicht weit vom Gletschersee Jökulsárlón westlich der Ringstraße und fällt durch seine Architektur auf: Das Gebäude ähnelt einem Bücherregal.

## Leben

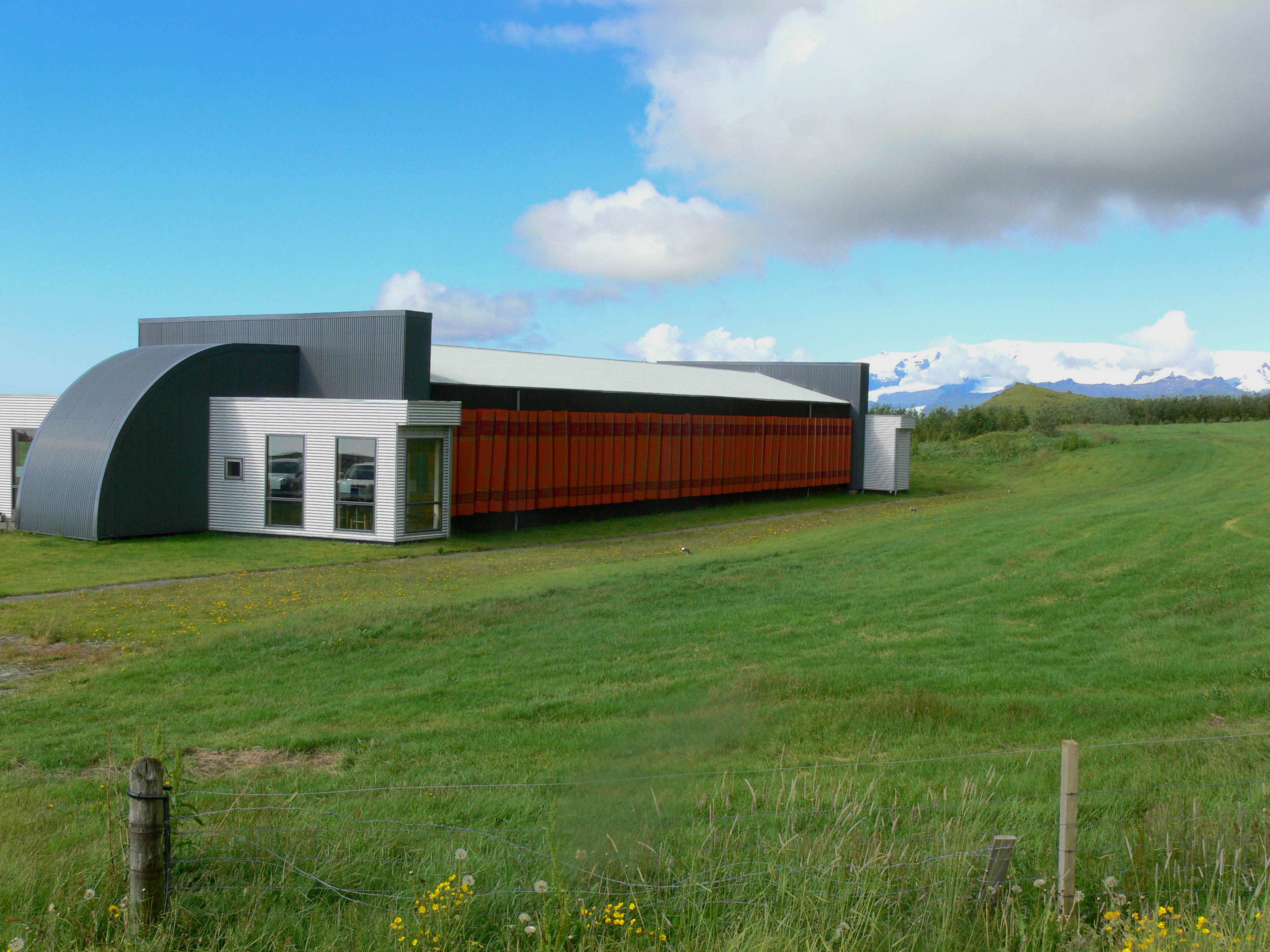
Museum in Hali mit der Abbildung seiner Werke.

Unklar ist, ob er 1888 oder 1889 geboren ist. Daher existieren auch Angaben, die sein Geburtsjahr mit 1889 festlegen.
Aufgrund von Krankheiten konnte er den Hof seines Vaters nicht übernehmen. Daher zog er 1906 nach Reykjavík um und arbeitete dort zunächst auf einem Schiff als Koch. Seine Erfahrungen hier verarbeitete er in seinen Werken Bréf til Láru und Ofvitinn I-II.
1909 studierte er ein Semester Pädagogik. Danach verbrachte er einige Semester am Gymnasium Menntaskólinn í Reykjavík, schloss den Schulbesuch jedoch nicht ab. Seine Lehrjahre werden in seinen Werken Ofvitinn und Íslenzkur aðall beschrieben.
In den Jahren 1913 bis 1919 studierte er an der Universität von Island Philosophie. Trotz großem Eifer und Interesse konnte er das Studium aufgrund des fehlenden Abiturs nicht abschließen.
Þórbergur Þórðarson begeisterte sich für Esperanto, unterrichtete die Sprache und erstellte auch Lehrbücher dafür.

## Werk
Seine ersten Poesieversuche veröffentlichte er unter dem Künstlernamen Styr Stofuglamm. Hálfir skósólar erscheint 1914 und Spaks manns spjarir im Jahre 1915.
Sein erster Roman Bréf til Láru erschien 1924. Sein zweites großes Werk war Íslenzkur aðall, welches 1938 erschien. Dazwischen erschienen einige Essays sowie Lehrbücher zum Thema Esperanto. 1940 und 1944 erschienen seine zwei Bände Offvitinn.
Sowohl Bréf til Láru als auch Íslenzkur aðall sind stark autobiographisch geprägt. Damit hatte er einen ganz eigenen Stil innerhalb der isländischen Literatur definiert.

## Veröffentlichungen in deutscher Sprache
- Íslenzkur aðall
  - übertragen von Hans H. Reykers: Unterwegs zu meiner Geliebten, Skulima, Heidelberg 1960
  - übertragen von Kristof Magnusson: Islands Adel, S. Fischer, Frankfurt am Main 2011, ISBN 978-3-10-078023-2.

## Veröffentlichungen in englischer Sprache
- The Stones speak (Steinarnir tala; Autobiographie), Transl., with an introd. and notes by Julian Meldon D’Arcy, Mál og Menning, Reykjavík 2012, ISBN 978-9979-3-3286-2.